# Massimo Alfonsetti
Massimo Alfonsetti (L'Aquila, 24 luglio 1972) è un rugbista a 15 e allenatore di rugby a 15 italiano, di ruolo tallonatore.
La sua carriera si sviluppa con la squadra della sua città con la quale vince uno scudetto nella stagione 1993-1994.
Raccoglie una presenza in nazionale il 4 dicembre 1994 nell'incontro perso contro la Francia A.
Dopo il ritiro intraprende la carriera di allenatore, occupandosi degli avanti dell'L'Aquila e successivamente del San Benedetto.

## Palmarès
- Campionati italiani: 1
L'Aquila: 1993-1994